# Ministério das Cidades, Administração Local, Habitação e Desenvolvimento Regional
O Ministério das Cidades, Administração Local, Habitação e Desenvolvimento regional foi um efémero departamento do Governo de Portugal, responsável pela política executiva nas áreas do Desenvolvimento regional, da Habitação e Urbanismo e da Administração Local. 
O ministério apenas existiu entre 2002 e 2004, reunindo funções que anteriormente se encontravam divididas por outros departamentos governamentais.